# Alonso Felipe de Herrera y Guzmán
Alonso Felipe de Herrera y Guzmán o bien Alonso II de Herrera y Guzmán y nacido como Alonso Felipe de Herrera y Guzmán Castro Polanco (Sevilla de Andalucía, Corona de España, 1578–Córdoba de la Nueva Andalucía, gobernación del Tucumán, 1636) era un hidalgo y conquistador español que fue designado en el cargo de teniente de gobernador de Santiago del Estero hacia 1603 hasta alrededor de 1613.

## Biografía
Alonso Felipe de Herrera y Guzmán había nacido entre los meses de marzo y el 10 de junio de 1578 en Sevilla, capital del reino homónimo que era uno de los cuatro de Andalucía, los cuales formaban parte de la Corona española.
Era hijo de Alonso de Herrera y Guzmán (Salamanca, 1540 - Veracruz, Virreinato de Nueva España, ca. 1589) y de María de Castro Polanco (n. Sevilla, entre mayo y 19 de agosto de 1553) y por lo tanto un descendiente de Juan de Urrea, alcalde de Salamanca, y paterno de la Casa de Medina Sidonia.
Arribado al nuevo continente Guzmán de Castro Polanco ocupó importantes cargos públicos en Santiago del Estero, Tucumán, Córdoba y Buenos Aires donde fue alcalde y general.
Fue caballero de las órdenes de Santiago y de San Juan, encomendero de Tatingasta de La Rioja tucumana y teniente de gobernador de Santiago del Estero hacia 1603 hasta alrededor del año 1613.

## Matrimonio y descendencia
El maestre de campo general Alonso Felipe de Herrera y Guzmán se unió en matrimonio el 21 de mayo de 1604 en la ciudad de Santiago del Estero de la gobernación del Tucumán con la viuda Ana María Ramírez de Velasco y Ugarte (n. Sevilla, 26 de agosto de 1583), una hija de Juan Ramírez de Velasco, gobernador del Tucumán y de Nueva Andalucía del Río de la Plata, y de su esposa Catalina de Ugarte y Velasco.
Del enlace entre Alonso II de Herrera y Guzmán y Ana María Ramírez de Velasco hubo catorce hijos:
- Ana María de Herrera y Guzmán (n. ca. 1605).
- Sebastiana de Herrera y Guzmán (n. ca. 1606).
- Alonso III de Herrera y Guzmán[7][8] (n. ca. 1621) quien fuera teniente de gobernador general de Córdoba[8] desde 1636 hasta 1637 y de 1656 a 1659.[8]
- Juan de Herrera y Guzmán (n. ca. 1607).
- Francisco de Herrera y Guzmán (n. ca. 1608).
- Catalina de Herrera y Guzmán (n. ca. 1609).
- Pedro de Herrera y Velasco[2][9][10] (n. ca. 1610) era un militar que llegó al rango de capitán y fundó el pueblo tucumano de San Isidro de Valle Viejo[9] en 1668,[9] siendo nombrado como su primer alcalde,[9] y que se casara en Córdoba[10] el 25 de mayo[10] de 1643[10] con Juana de Cabrera y Sanabria Saavedra,[10] una nieta[10] del gobernador rioplatense Hernando Arias de Saavedra,[10] bisnieta[10] de los gobernadores coloniales Jerónimo Luis de Cabrera[10] y Juan de Garay,[10] al igual que del teniente de gobernador tucumano Diego de Villarroel,[10] y una descendiente de la Casa del Infantado.
- Fernando de Herrera y Guzmán (n. ca. 1615).
- María de Alí de Castro Polanco y de Herrera y Guzmán (n. ca. 1618) que se enlazó con Sancho de Paz y Figueroa Cabrera, un bisnieto materno de Jerónimo Luis de Cabrera y de Diego de Villarroel, fundadores respectivamente de las ciudades de Córdoba y Tucumán, y fruto de este matrimonio nació Juan de Paz y Figueroa y Castro Polanco que se casaría con Catalina de Figueroa Mendoza y Andrada Sandoval, descendiente materna de Francisco de Aguirre, fundador de la ciudad de Santiago del Estero, y quienes originarían una numerosa descendencia.
- Lorenza de Ugarte Ramírez de Velasco y Herrera (n. ca. 1619) que se casó con el sargento mayor Pedro de Cabrera y Villarroel (n. Córdoba, ca. 1605 - f. 1649) y quienes fueran padres de Catalina de Villarroel y Ugarte, la cual se enlazaría con Jacinto Maldonado de Saavedra, encomendero de Salavina y Siquinano, alcalde y teniente de gobernador de Santiago del Estero alrededor de 1649.
- Diego de Herrera y Guzmán[11] (n. ca. 1620) era un militar que llegó al rango de sargento mayor que fuera teniente de gobernador de La Rioja hacia 1655.[11]
- Felipe de Herrera y Guzmán[6] (Santiago del Estero, 1621 - f. ca. 1685) que se enlazaría con Isabel de Tapia Rengel.[6]
- Isabel de Herrera y Velasco (n. ca. 1622) que se uniría en matrimonio con Pedro Luis de Navarrete y Cabrera, un bisnieto de los gobernantes Jerónimo Luis de Cabrera y de Diego de Villarroel ya citados.
- Leonor de Herrera y Velasco[12] (n. ca. 1623).